# Mikey Macapagal-Arroyo

Mikey Macapagal-Arroyo

Juan Miguel „Mikey“ Macapagal-Arroyo (* 26. April 1969 in Manila) ist ein philippinischer Filmschauspieler und Politiker.

## Leben
Der Sohn der ehemaligen Präsidentin Gloria Macapagal-Arroyo und Enkel des früheren Präsidenten Diosdado Macapagal war zunächst als Filmschauspieler tätig.
Sein Leinwanddebüt hatte er 1996 in dem Film "Hawak ko Buhay mo". In den folgenden Jahren wirkte er in einer Reihe weiterer Filme wie "Tapatan ng tapang" (1997), "Ang Maton at ang showgirl" (1998), "Ang Boyfriend kong pari" (1999), "Largado, ibabalik kita sa pinanggalingan mo!" (1999), "Di ko kayang tanggapin" (2000), "Super Idol" (2001), "Mahal kita... kahit sino ka pa" (2001), "Di kita ma-reach" (2001), "Walang iba kundi ikaw" (2002), "A.B. normal college (Todo na'yan, kulang pa'yun)" (2003), "Masamang ugat" (2003) sowie "Sablay ka na, pasaway ka pa" (2005).
Im Anschluss begann er eine politische Laufbahn und ist seit 2004 Abgeordneter des Repräsentantenhauses der Philippinen. In diesem vertritt er als Mitglied der LAKAS-CMD (Lakas-Kabalikat ng Malayang Pilipino-Christian Muslim Democrats) den Wahlbezirk II (2nd District) der Provinz Pampanga.
Im aktuellen 14. Kongress ist er Vorsitzender des Ausschusses für Energie. Außerdem ist er Stellvertretender Vorsitzender des Ausschusses für Natürliche Ressourcen. Darüber hinaus ist er als Vertreter der Mehrheitsfraktionen Mitglied in den Ausschüssen für Aquakultur und Fischereiressourcen, Ethik und Privilegien, Justiz, Nationale Verteidigung und Sicherheit, Öffentliche Ordnung und Sicherheit, Öffentliche Arbeiten und Autobahnen (Highways), Verkehr sowie des sogenannten Committee on Ways and Means.
2010 hatte er Gastauftritte in zwei Folgen der Fernsehserie "Agimat: Ang Mga Alamat ni Ramon Revilla".